# チノ (カリフォルニア州)
チノ（英: Chino）は、アメリカ合衆国カリフォルニア州のサンバーナーディーノ郡にある都市。人口は9万1403人（2020年）。ロサンゼルスの東方、リバーサイド・サンバーナーディーノ都市圏に位置している。
チノ周辺は農業・酪農の拠点となっており、南カリフォルニアやアメリカ南西部での相当量の乳製品の需要に応えている。チノの恵まれた農業の歴史はスペイン統治時代に払い下げられたランチョ・サンタアナ・デル・チノまで遡る。この地域は果樹園、酪農、劣情に栽培された作物に特化していた。
ダウンタウンにはサンバーナーディーノ郡図書館の分館や、チャフィー大学のキャンパス、チノ市民劇場、チノ・ボクシングクラブ、毎週開かれる農作物市場などがある。市は「若者のための最良の町100傑」をこれまでに5回受賞している。プラド広域公園内にあるプラド・オリンピック射撃場では1984年ロサンゼルスオリンピックの射撃競技が開催された。
市内にはカリフォルニア男子刑務所、カリフォルニア女子刑務所の2か所の州刑務所と、ヒーマン・G・スターク少年院がある。

## 名称
市内にあった払い下げられた土地はランチョ・サンタアナ・デル・チノと呼ばれていた。サンタアナは聖アンナのスペイン語での呼称だが、「チノ」の本来の意味にはさまざまな説がある。一説では、「チノ」は縮れ毛の人物または混血の人物を指し、この地域にあったネイティブアメリカンの集落の酋長ではないかとされる。

## 歴史
近代、チノの最初の住民はトングバ族であった。彼らはサンタアナ川流域のワピジャングナ（Wapijangna）とよばれる場所に住んでいた。1771年に建設されたサンガブリエル伝道所で洗礼を受けたワピジャングナの住民もいた。メキシコの独立が完了し、メキシコ政府のものとなるまでは、少なくとも名目上はスペインの王政が土地を獲得していた。
20数年後、メキシコ領アルタ・カリフォルニアの知事ホアン・バウティスタ・アルバラードはランチョ・サンタアナ・デル・チノの土地を名門ルーゴ家のアントニオ・マリア・ルーゴに譲渡した。さらに2年後、彼の相続者であるミッチェルトリーナ長官はルーゴの義理の息子のアイザック・ウィリアムスに3平方リーグの土地を譲渡した。
ウィリアムスは大量の馬・牛を保有しており、それを妬んだネイディブアメリカンのみならず、無節操な白人の襲撃を招いた。襲撃を行った白人の一人ジェームズ・ベックワースは、1840年にカワウソの猟師を装い、動物のいる場所を特定するためにランチョ・チノに滞在し、襲撃の首謀者であるユト族のワルカラに報告した。
米墨戦争初期、チノの戦いがウィリアムスの所有するランチョ・サンタアナ・デル・チノで繰り広げられた。戦いは連邦政府のために派遣されたモルモン大隊が到着する前に終結した。彼らはその代わりに農作物の収穫や製粉所の建設に従事した。
カリフォルニア・ゴールドラッシュが起こった期間、ランチョは短期滞在する旅人にとって人気があった。また、石炭もここで発見された。1850年、カリフォルニアが州に昇格し、私有地と公有地の分離が進められた。ウィリアムスは1869年にチノ・ランチョが特許されたと主張した。

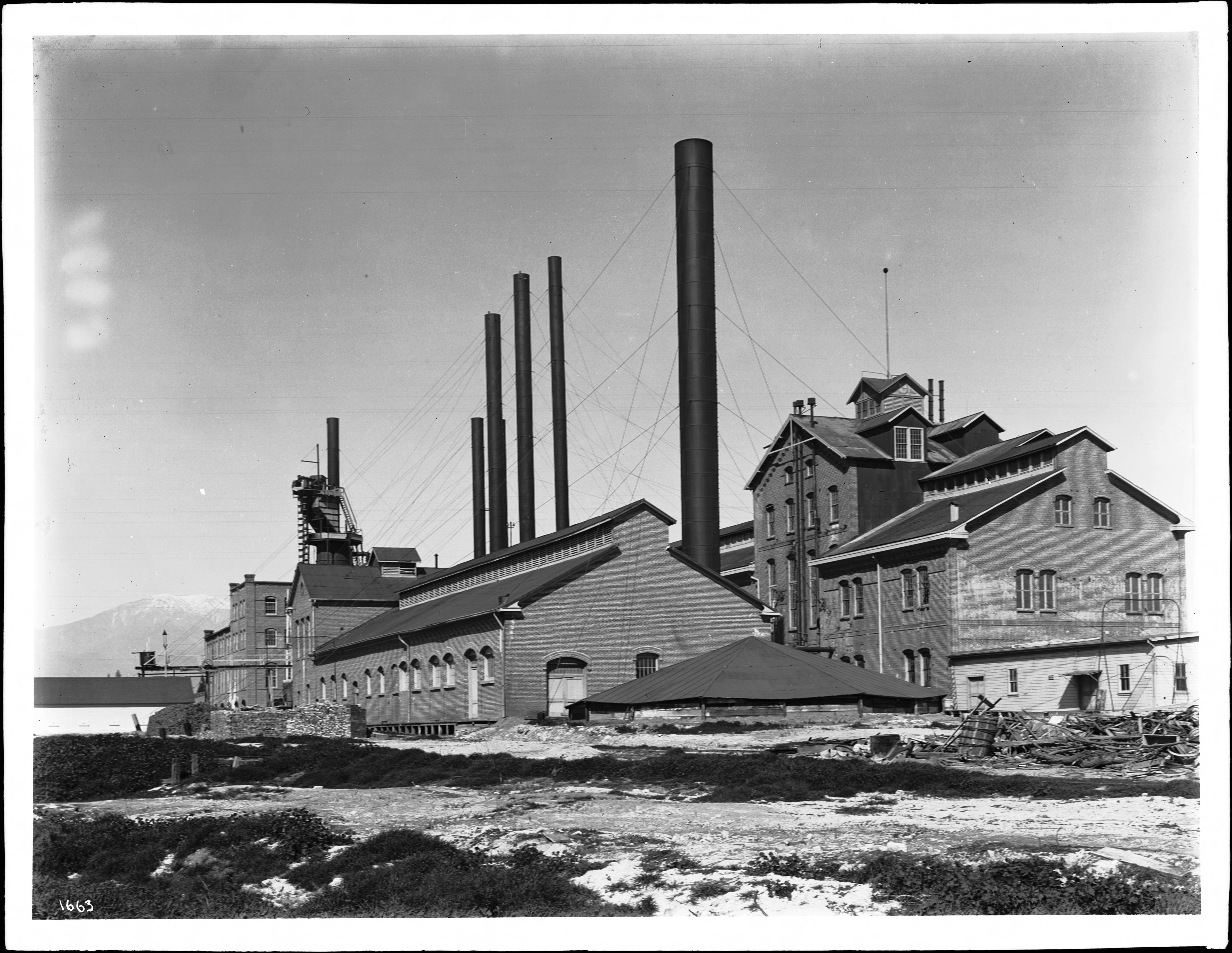
1906年のテンサイ製糖工場

リチャード・ガードがランチョの次の所有者となった。1887年から彼の土地は細かく区画され始めた。後に「タウン・オブ・チノ」となり、1910年に法人化され市となった。ここではテンサイ、トウモロコシ、アルファルファなどの作物が栽培されていた。
チノバレーは沖積平野の端部、山裾に位置しており、肥沃な表土が1.2メートルの深さにまで達している。このため、1890年代から20世紀半ばごろまで農業のメッカとなっていた。1900年代初頭において、テンサイは地域経済の重要な一部で、トウモロコシ（「チノコーン」として太平洋沿岸地域の至るところで売られていた）、桃、クルミ、トマト、苺がこれに続いていた。市の公式ロゴ、エンブレムには豊穣の角が描かれているのが特徴的である。

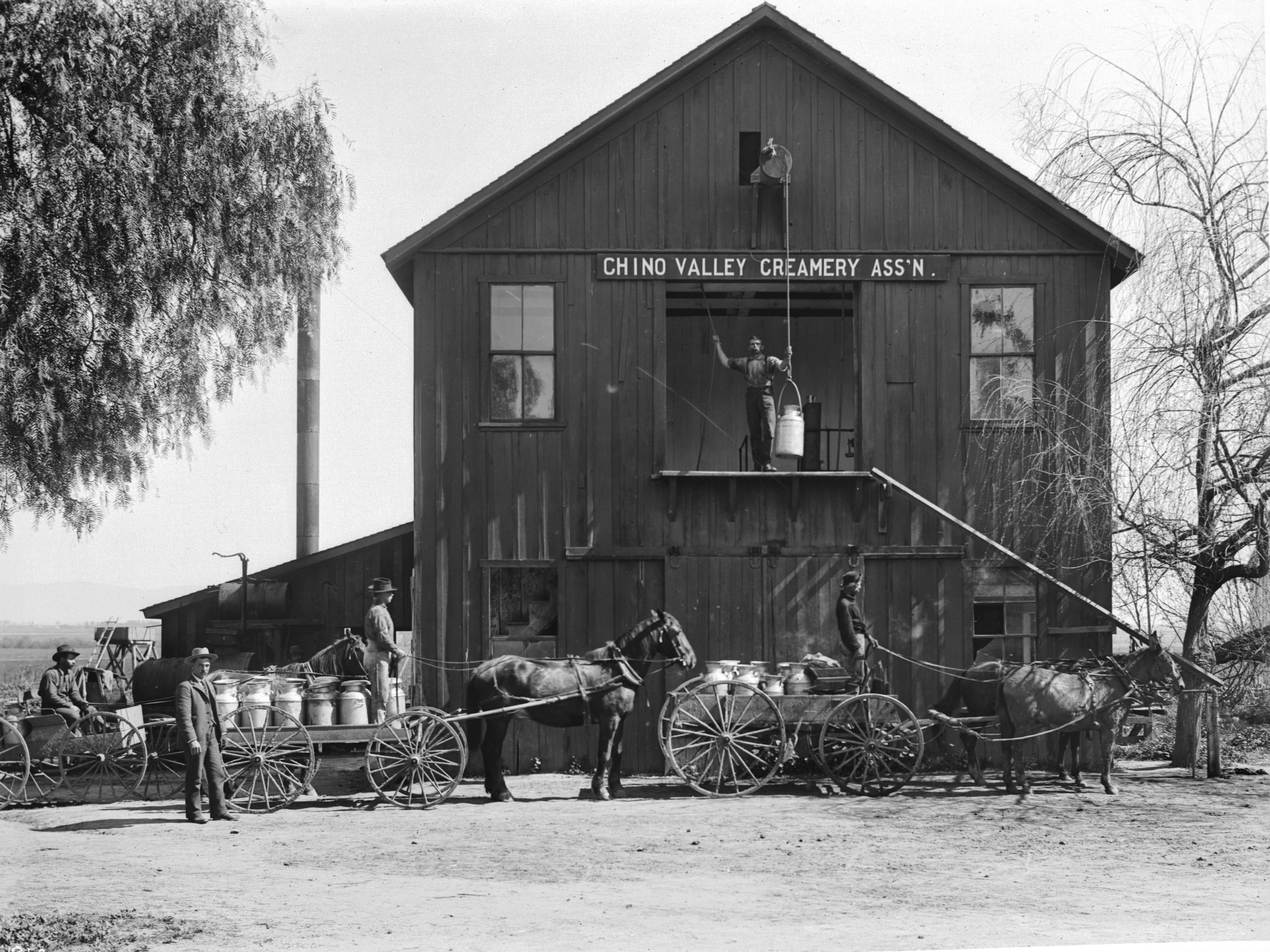
1900年のチノバレー農場

乳業は1950年代から1980年代にかけて繁栄を極めた。乳業に適したサンバーナーディーノ郡の南西端に多くのオランダ系家族が定住することを奨励し、産業の土台となった。チノの乳業は大規模で生産性が高く、アメリカで最も乳製品の生産が多いカリフォルニア州において最も乳製品の生産が多い自治体となった。
のどかな環境と田舎の趣があることから、ハリウッド映画では「中西部」の設定の撮影で人気がある場所である。アン＝マーグレット、マイケル・パークスが出演した1960年代の映画『帰郷（Bus Riley's Back in Town）』、ジョアン・ウッドワードが出演した映画『七月の女（The Stripper）』などが撮影された。1960年代半ばのテレビ番組『頭上の敵機』では、チノ郊外の空港をイギリスの飛行場に作り替え、農地にかまぼこ型の兵舎が建てられた。
1970年代、チノはインランド・エンパイア最西端の郊外都市として発展した。現在の市の発展は、徐々に中産階級の性格を強めている。ヤギやニワトリのような家畜が多い地域だけでなく、工業地帯も多くある。2004年のFBIの犯罪白書によると、市の暴力犯罪率は人口1000人当たり3.6件で、アメリカの郊外部では典型的な数字である。また窃盗犯罪については全米平均より低い。

## 経済

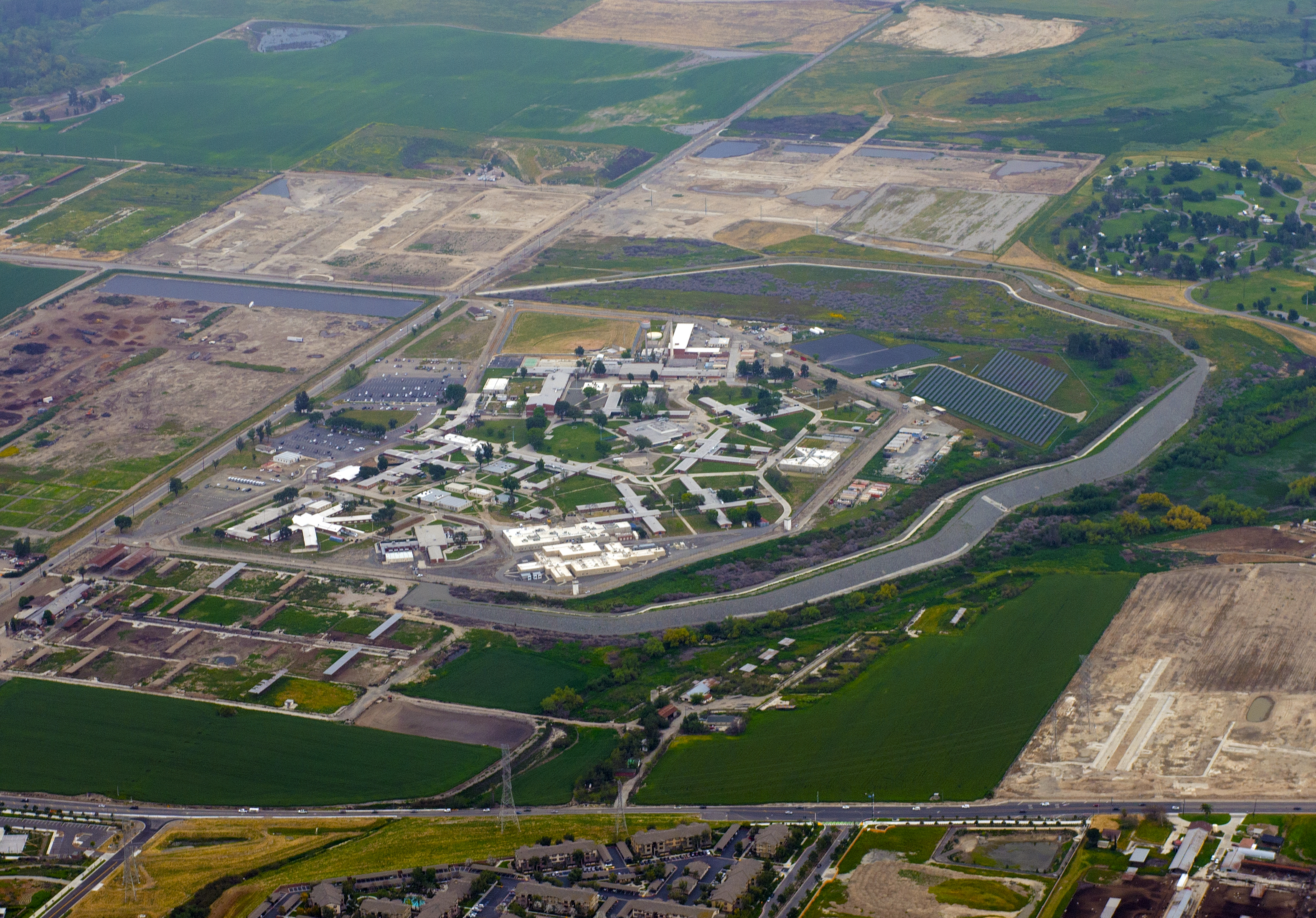
カリフォルニア女子刑務所

市の包括的年間財務報告書2011年版によると、市内の大きな雇用者トップ10は以下の通りである。
| 順位 | 雇用主                         | 従業員数    |
| ---- | ------------------------------ | ----------- |
| 1    | チノバレー統一教育学区         | 1000人以上  |
| 2    | カリフォルニア男子刑務所       | 1000人以上  |
| 3    | カリフォルニア女子刑務所       | 500～1000人 |
| 4    | チノバレー・メディカルセンター | 500～1000人 |
| 5    | ウォルマート                   | 500人以下   |
| 6    | ハスマン                       | 500人以下   |
| 7    | ベスト・バイ                   | 500人以下   |
| 8    | ネイチャーズベスト             | 500人以下   |
| 9    | ミッション・リネン・サプライ   | 500人以下   |
| 10   | ターゲット・コーポレーション   | 500人以下   |
| 11   | オムニア家具                   | 500人以下   |
| 12   | AEPインダストリーズ            | 500人以下   |
| 13   | J.C.ペニー                     | 500人以下   |
| 14   | ファーマーズ保険グループ       | 500人以下   |
| 15   | クローゼットメイド             | 500人以下   |

## 教育
市はチノバレー統一教育学区の一部に入っている。
小学校は以下の11校がある。
- エルランチョ小学校
- アリシア・コルテス小学校
- ニューマン小学校
- E・J・マーシャル小学校
- ディクソン小学校
- アンナ・ボルタ・ファンダメンタル小学校
- ハワード・キャトル小学校
- リチャード・ガード小学校
- エドウィン・ローズ小学校
- カル・エアロ・プリザーブアカデミー
- ウォルナット・アベニュー小学校

中学校は以下の3校がある。
- ブリッグス・ジュニア中学校
- ラモーナ中学校
- マグノリア中学校

高校は以下の3校がある。
- ドン・アントニオ・ルーゴ高校
- ブエナビスタ高校
- チノ高校

チャータースクールは以下の1校がある。
- オックスフォード・プレパラトリー・アカデミー

チノにはコミュニティ・カレッジのチャフィー大学のキャンパスもある。

## 地理
チノは北緯34度1分4秒 西経117度41分24秒 / 北緯34.01778度 西経117.69000度に位置している。
アメリカ合衆国国勢調査局によると、市域全面積は29.7平方マイル (77 km2)で、このうち陸地は29.6平方マイル (77 km2)、水域率は0.04%である。
- チノは郡庁所在地サンバーナーディーノから50キロメートルの距離にある。
- ロサンゼルスからは56キロメートルの距離にある。
- 市の西側ではチノヒルズ、北側ではサンバーナーディーノ郡の未編入地域（モントクレアに近い）、北東でオンタリオ、南東でサンバーナーディーノ郡の未編入地域、南でリバーサイド郡のイーストベールとそれぞれ接している。

### 気候
ケッペンの気候区分では、チノの気候は高温夏季地中海性気候（Csa）に分類される。
| カリフォルニア州チノの気候 | カリフォルニア州チノの気候 | カリフォルニア州チノの気候 | カリフォルニア州チノの気候 | カリフォルニア州チノの気候 | カリフォルニア州チノの気候 | カリフォルニア州チノの気候 | カリフォルニア州チノの気候 | カリフォルニア州チノの気候 | カリフォルニア州チノの気候 | カリフォルニア州チノの気候 | カリフォルニア州チノの気候 | カリフォルニア州チノの気候 | カリフォルニア州チノの気候 |
| 月                         | 1月                        | 2月                        | 3月                        | 4月                        | 5月                        | 6月                        | 7月                        | 8月                        | 9月                        | 10月                       | 11月                       | 12月                       | 年                         |
| -------------------------- | -------------------------- | -------------------------- | -------------------------- | -------------------------- | -------------------------- | -------------------------- | -------------------------- | -------------------------- | -------------------------- | -------------------------- | -------------------------- | -------------------------- | -------------------------- |
| 最高気温記録 °F （°C）     | 91 (33)                    | 94 (34)                    | 100 (38)                   | 104 (40)                   | 106 (41)                   | 108 (42)                   | 113 (45)                   | 109 (43)                   | 113 (45)                   | 107 (42)                   | 97 (36)                    | 93 (34)                    | 113 (45)                   |
| 平均最高気温 °F （°C）     | 68 (20)                    | 69 (21)                    | 71 (22)                    | 76 (24)                    | 79 (26)                    | 84 (29)                    | 90 (32)                    | 92 (33)                    | 89 (32)                    | 80 (27)                    | 74 (23)                    | 68 (20)                    | 78.3 (25.8)                |
| 平均最低気温 °F （°C）     | 43 (6)                     | 45 (7)                     | 47 (8)                     | 49 (9)                     | 54 (12)                    | 58 (14)                    | 62 (17)                    | 62 (17)                    | 60 (16)                    | 55 (13)                    | 47 (8)                     | 42 (6)                     | 52 (11.1)                  |
| 最低気温記録 °F （°C）     | 21 (−6)                    | 23 (−5)                    | 26 (−3)                    | 29 (−2)                    | 34 (1)                     | 39 (4)                     | 37 (3)                     | 43 (6)                     | 38 (3)                     | 29 (−2)                    | 24 (−4)                    | 22 (−6)                    | 21 (−6)                    |
| 降水量 inch （mm）         | 3.11 (79)                  | 4.76 (120.9)               | 2.63 (66.8)                | 1.20 (30.5)                | .23 (5.8)                  | .09 (2.3)                  | .00 (0)                    | .03 (0.8)                  | .15 (3.8)                  | 1.05 (26.7)                | 1.62 (41.1)                | 2.45 (62.2)                | 17.32 (439.9)              |
| 出典：                     |                            |                            |                            |                            |                            |                            |                            |                            |                            |                            |                            |                            |                            |

## 人口動態

### 2010年国勢調査
以下は2010年国勢調査による人口統計データである。
| 基礎データ - 人口: 77,983 人 - 世帯数: 20,772 世帯 - 家族数: 16,936 家族 - 人口密度: 1,015.4人/km2（2,629.9人/mi2） - 住居数: 21,797軒 - 住居密度: 283.8軒/km2（735.1軒/mi2） - 住居 - 持家: 68.9% - 賃貸: 31.1% - 住人 - 持家: 63.2% - 賃貸: 27.7% - 空家・空室率 - 持家: 2.1% - 賃貸: 6.4% - 集団生活者: 164人（0.2%） - 施設収容者: 6,900人（8.8%） 人種別人口構成 - 白人: 56.4%（ヒスパニックを除くと27.8％） - アフリカン・アメリカン: 6.2% - ネイティブ・アメリカン: 1.0% - アジア人: 10.5% - 太平洋諸島系: 0.2% - その他の人種: 21.2% - 混血: 4.6% - ヒスパニック・ラテン系: 53.8% | 年齢別人口構成 - 18歳未満: 25.3% - 18-24歳: 10.9% - 25-44歳: 32.2% - 45-64歳: 24.3% - 65歳以上: 7.3% - 年齢の中央値: 33.2歳 - 性比（女性100人あたり男性の人口） - 総人口: 105.7 - 18歳以上: 105.2 世帯と家族（対世帯数） - 18歳未満の子供がいる: 48.0% - 結婚・同居している夫婦: 59.8% - 未婚・離婚・死別女性が世帯主: 14.6% - 未婚・離婚・死別男性が世帯主: 7.1% - 未婚の異性のカップル: 5.7% - 同性のカップル: 0.7% - 単身世帯: 13.7% - 65歳以上の老人1人暮らし: 4.9% - 平均構成人数 - 世帯: 3.41人 - 家族: 3.72人 収入と家計 - 収入の中央値 - 世帯: 71,671 米ドル - 貧困線以下: 9.6% |

## 政治
市は市長と4人の議員からなる議会によって統治されている。議員は全市から選出され、任期は4年である。
連邦議会下院ではカリフォルニア州第35、第39選挙区に属している。
カリフォルニア州議会では、上院の第20選挙区、下院の第52選挙区に属している。

## 観光名所
チノ空港内にプレーンズ・オブ・フェイム航空博物館とヤンクス航空博物館がある。

## 大衆文化の中で
「チノ」というフレーズは音楽やテレビでよく口にされるが、たいていはチノ市自体ではなく、市内にある刑務所のことを指している場合が多い。
- 映画『ビッグ・リボウスキ』で、ウォルター（ジョン・グッドマン）は、ジーザス・クィンターナ（ジョン・タトゥーロ）が8歳の少年に陰部を露出してチノ刑務所に6か月収容されていたと話した。
- テレビドラマ『The O.C.』の主要人物ライアン・アトウッドはチノの貧しい家庭からニューポートビーチの裕福な家庭に引き取られる。このドラマでは、チノは荒廃したスラムとして描かれている。チノがネガティブな描写をされていることに対し、チノ市は「ダットバッグ・タウン（汚い街）」として描かれているとの苦情を出した[12]。
- 映画『バック・トゥ・ザ・フューチャー』では、主人公マーティが1955年に初めてタイムスリップする場面の撮影に使われた。
- ロバート・デ・ニーロやアル・パチーノが出演した映画『ヒート』で、チノ男子刑務所は「剣闘士（グラディエーター）アカデミー」と呼ばれている[13]。
- 映画『ワイルド・スピードX2』ではチノについて言及されている。
- 映画『アメリカン・ヒストリーX』では主人公がチノの刑務所に収容されていた。
- カリフォルニア州知事アーノルド・シュワルツェネッガーはチコ市でのスピーチで、チコではなく「チノ」と言ってしまったことがある。
- チノ空港では様々な乗用車のCMが撮影された。
- 『アメリカ横断ウルトラクイズ』第10回の第7チェックポイント（ロサンゼルス）では、チノ刑務所にて囚人たちが見守る中でクイズを行っている。

## 著名な出身者
- 4人兄妹のバンドエコスミスのメンバーはチノ出身である。
- Vineセレブのキャメロン・ダラスはチノで育った。
- 女子バスケットボール選手のダイアナ・トーラジはチノで育った。